# یواس‌اس کش (ای‌او-۶۷)
یواس‌اس کش (ای‌او-۶۷) (به انگلیسی: USS Cache (AO-67)) یک کشتی بود که طول آن ۵۲۳ فوت ۶ اینچ (۱۵۹٫۵۶ متر) بود. این کشتی در سال ۱۹۴۲ ساخته شد.